# Fun'ya no Asayasu
Fun'ya no Asayasu (文屋朝康; fl. IX-X secolo) è stato un poeta giapponese del medio periodo Heian.
Suo padre era Fun'ya no Yasuhide, anch'egli poeta e inserito tra i Rokkasen e i Chūko Sanjūrokkasen.
Della sua biografia e della sua carriera si hanno poche notizie. Fu nominato funzionario di grado inferiore nella provincia di Suruga nell'892. Fu attivo nei circoli waka poco prima che il Kokinwakashū (Collezione di poesie antiche e moderne) fosse compilato e composto poesie per il Kanpyo no ontoki kisai no miya no uta-awase (Concorso di poesia tenuto dalla consorte nell'era Kanpyo) e il Koresada Shinno-ke Uta-awase (Concorso di poesia promosso dalla famiglia del principe imperiale Koresada). Nelle Chokusen wakashū (antologie di poesia giapponese commissionate dall'imperiatore) una poesia è stata selezionata per il Kokinwakashū e due poesie sono state selezionate per il Gosen Wakashū (raccolta successiva di poesie giapponesi).
Una sua poesia è stata selezionata nello Hyakunin isshu, la numero 37:
(Hyakunin isshu n. 37)
Si dice che abbia composto questo verso su richiesta dell'imperatore Daigo nell'anno 900.